# Haruzuki (1944)
Haruzuki (jap. 春月, ハルヅキ| pol. "wiosenny księżyc") – japoński wielki niszczyciel z końcowego okresu II wojny światowej, typu Akizuki. Spotyka się też romanizację nazwy: "Harutsuki". Nie brał udziału w walkach; po wojnie przekazany ZSRR służył pod nazwami "Wniezapnyj" i "Oskoł".

## Historia
"Haruzuki" należał do serii wielkich niszczycieli typu Akizuki, zaprojektowanych specjalnie jako okręty obrony przeciwlotniczej, których główne uzbrojenie stanowiło 8 nowych dział uniwersalnych kalibru 100 mm, o bardzo dobrych charakterystykach balistycznych. Był trzecim okrętem drugiej serii Akizuki (numer budowy 362).
Stępkę pod budowę okrętu położono 23 grudnia 1943 w stoczni Marynarki w Sasebo, kadłub wodowano 3 sierpnia 1944, a okręt wszedł do służby 28 grudnia 1944. Nazwa, podobnie jak pozostałych niszczycieli tej serii, związana była z Księżycem i oznaczała "Wiosenny Księżyc".

## Służba w Japonii
Początkowo po wejściu do służby w grudniu 1944 jego załoga szkoliła się na wodach Japonii w składzie 11. Flotylli Niszczycieli (ang. Desron 11) Floty Połączonej. 20 stycznia 1945 został okrętem flagowym 103. Flotylli Eskortowej. Od marca pełnił zadania eskortowe na wodach japońskich, bez zdarzeń bojowych. Od sierpnia 1945 do końca wojny przebywał na japońskim Morzu Wewnętrznym. 5 października 1945 skreślony z listy floty. Po wojnie służył do transportu repatriantów.
Dowódcy:
- kmdr por Satoru Kohama (grudzień 1944 – wrzesień 1945)

## Służba w ZSRR
Po wojnie "Haruzuki" został przekazany ZSRR w ramach reparacji i 7 lipca 1947 wciągnięty na listę floty. 28 sierpnia 1947 został przejęty przez nową załogę i podniesiono na nim banderę radziecką, 25 września otrzymał nazwę "Wniezapnyj" (Внезапный) i został przydzielony do 63. Dywizjonu niszczycieli 5. Floty. Nie jest jasne, jaki miał zestaw uzbrojenia, w szczególności czy miał pierwotne uzbrojenie główne. Od 15 kwietnia 1948 do 28 kwietnia 1949 okręt był zakonserwowany w rezerwie, po czym przywrócono go do służby jako okręt szkolny "Oskoł" (Оскол). Otrzymał uzbrojenie z 21 działek plot 37 mm.
1 stycznia 1955 został przekształcony w hulk koszarowy PKZ-65, następnie 2 czerwca 1955 w okręt-cel CŁ-64, po czym od 27 sierpnia 1965 ponownie w hulk koszarowy PKZ-37. Skreślono go z listy floty 4 czerwca 1969 i oddano na złom.

## Dane techniczne
Opis konstrukcji i szczegółowe dane – w artykule niszczyciele typu Akizuki

### Uzbrojenie i wyposażenie
- 8 dział uniwersalnych kalibru 100 mm Typ 98 w wieżach dwudziałowych (4xII).
  - długość lufy – L/65 (65 kalibrów), kąt podniesienia – 90° donośność – 19,500 m (pozioma), 14,700 m (maks. pionowa), masa pocisku – 13 kg. Zapas amunicji – po 300 nabojów.
- 27 – 48 działek przeciwlotniczych 25 mm Typ 96, na stanowiskach potrójnych i pojedynczych (początkowo 5xIII i 12xI, ilość zwiększana w 1945)
- 4 wkm 13,2 mm plot
- 4 wyrzutnie torpedowe 610 mm Typ 92 model 4 (1xIV) (8 torped Typ 93)
- 2-4 miotacze bomb głębinowych Typ 94, zrzutnie bg (72 bomby głębinowe)

- system kierowania ogniem artylerii głównej: 4,5-metrowy dalmierz stereoskopowy (na nadbudówce dziobowej) z przelicznikiem artyleryjskim Typ 94.
- urządzenia kierowania ogniem artylerii plot: 2,5-metrowy dalmierz, dwa 1,5-metrowe dalmierze
- szumonamiernik
- radar: dozoru ogólnego 22 Go (na maszcie dziobowym) i dozoru powietrznego 13 Go (na maszcie rufowym)